# 陆一飞
陆一飞（1971年1月—），浙江余姚人，生于上海松江，斋号润庐、东清楼、广微草堂，中国当代书画篆刻家。

## 生平
先后就学、毕业于中国美术学院、浙江大学艺术学系。师从国画大师陆抑非教授，得其亲授，为陆老晚年亲授弟子，并曾长期担任其助手。沙孟海、陆俨少、程十发、王伯敏诸前辈大师先后均有请益。
2004年获中国当代艺术成就奖，2005年当选「当代百名书画艺术英才」，系列作品分别出展于中国美术馆及中国国家博物馆，并由荣宝斋出版画集。后任浙江省人民大会堂书画院副院长、浙江省书法艺术研究院副院长、望湖印社社长、庚辰书会成员、中国美术学院客席教师、京华美术学院书画专业特聘教授兼艺术品鉴定鉴赏研究室主任、中国国画家协会会员、中国收藏家联谊会理事、「纪念国画大师陆抑非先生百年诞辰」组委会秘书长、《陆抑非百年诞辰纪念系列丛书》编委、浙江省陆抑非艺术研究会副秘书长、理事。

## 艺术特色与著作
陆一飞工山水花鸟，擅长书法，精于篆刻，作品重古典，重气韵，华彩灼灼，朴茂古丽。王伯敏评其作品”有君子之风“。冰心曾以”丹青报国“四字提赠嘉勉。作品《春山不老图》、《菏泽春风》、《篆书屏》为中南海收藏并陈列，系列作品由浙江省人民大会堂收藏，作品多次参加历届全国美术、书法展、中日书法联展、中韩书画展、西泠印社国际书法、绘画、篆刻展。入编《当代国画家辞典》、《当代篆刻家辞典》、《西泠印社国际书法篆刻展作品集》、《西泠印社国际艺术节中国画大展卷》、《书法卷》、《篆刻卷》、《中南海藏画选》。